# Amay
Amay (in vallone Ama) è un comune belga di 13 147 abitanti, situato nella provincia vallona di Liegi.